# C-630
La C-630 era una vía de comunicación que pertenecía a la antigua Red Comarcal de Carreteras de España, del Plan Peña de 1939. Contaba con un trazado de 215 km entre las localidades de Pravia (Asturias) y Lugo (Galicia). En Asturias, atraviesa los concejos de Pravia, Salas, Tineo, Allande y Grandas de Salime, mientras que en Lugo, atraviesa los municipios de Fonsagrada, Baleira y Castroverde, además del de Lugo. Todas las denominaciones actuales por el Principado de Asturias son de los años 1989, 2007 y 2017, mientras que las de Lugo son del año 2003.

## Tramo Pravia - Salas (28 km)
Este tramo comienza en Pravia en el cruce con las antiguas carreteras locales O-623 (Actuales AS-236, AS-16 y AS-347), O-630 (Actual AS-347) y O-631 (Actual AS-368), y termina en Salas, en el cruce con la N-634. Discurre por las localidades pravianas de Cañedo, Arborio, Las Tablas, Puentevega, Vegafriosa y La Tienda, para que, en esta última, limite con el concejo de Salas en el puente sobre el río Aranguín. Desde aquí, atraviesa las localidades salenses de La Granja, La Arquera, La Puerta, El Barrio, Priero, Camuño y Villamar para llegar a Salas y continuar hasta La Espina unificada con la N-634. Este tramo se denomina actualmente AS-369.

## Tramo La Espina - Pola de Allande (45 km)

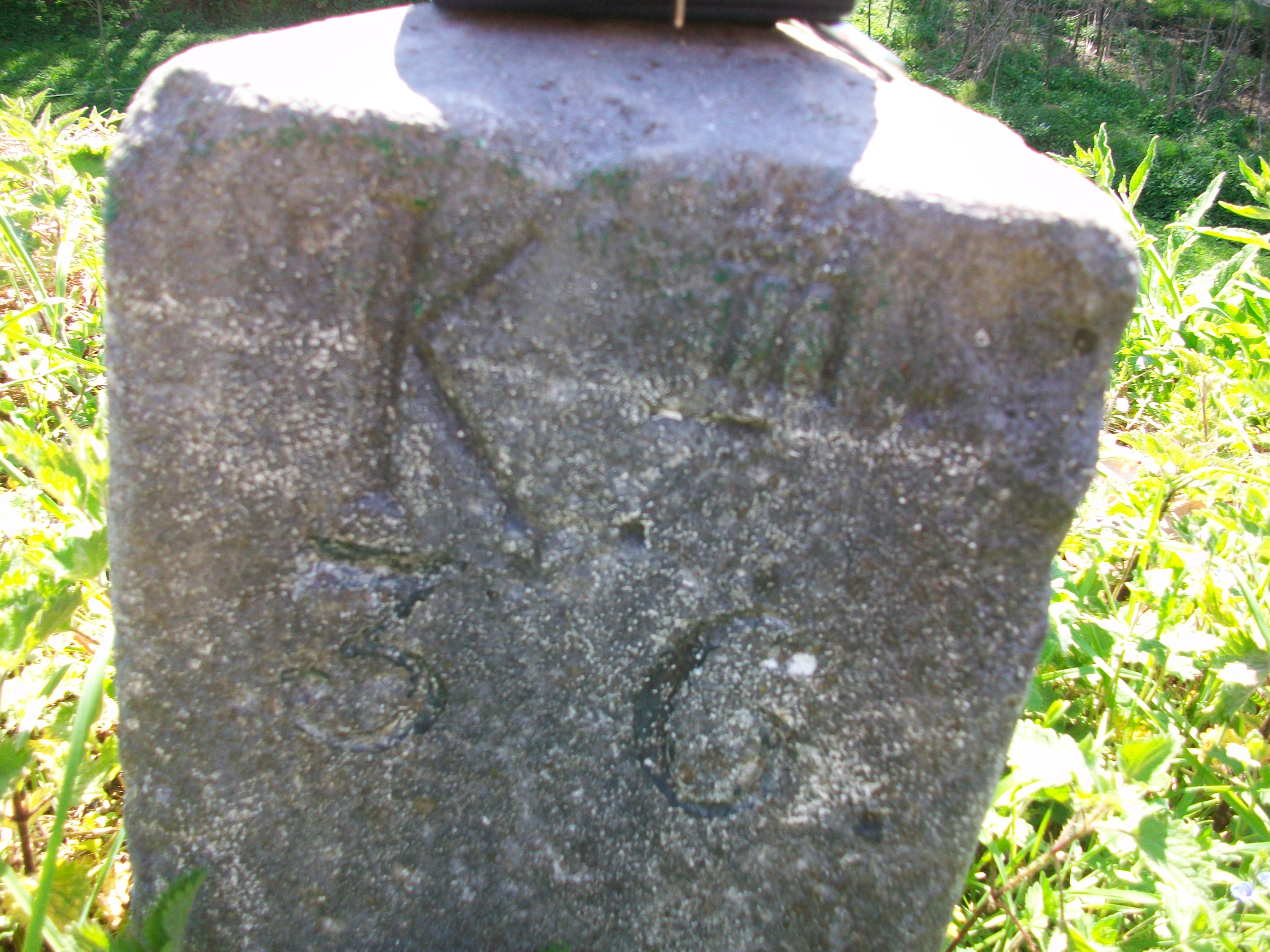
Hito kilométrico 36 cerca de la localidad de Ferroy, Allande

Este tramo comienza en La Espina en el cruce con la N-634 y termina en Pola de Allande, en el cruce con las carreteras locales O-750 (Actual AS-14) y O-751 (Actual AS-219). En este tramo, discurre unificada a esta la C-631 (Ponferrada - La Espina), donde en El Crucero se separan las dos carreteras. Discurre por las localidades tinetenses de La Pereda, La Millariega, El Pedregal y El Crucero para llegar a Tineo. Desde aquí, continúa atravesando las localidades de Venta Arcadio Rey, Venta de Aquilino, Venta El Pagano, Piedralonga, Piedrafita, Norón, Quintaniella, Santullano de Tineo, La Estrella, El Peligro, Gera, Gavín, Mirallo de Arriba, Barzana, San Facundo, Agoveda, San Félix, Piñera de San Félix, Ablaneda y Tamallanes, para que, en esta última, limite con el concejo de Allande en el cruce con la carretera local ALL-3. Desde aquí, atraviesa las localidades allandesas de Valbona y Villafrontú para llegar a Pola de Allande. En el tramo de Tineo a Pola de Allande aún se conservan varias casillas de peones camineros y varios hitos kilométricos anteriores del Plan Peña, pero que se reutilizaron en su día para kilometrar la C-630. Este tramo se denomina actualmente AS-216 (La Espina - Tineo) y AS-217 (Tineo - Pola de Allande).

## Tramo Pola de Allande - Límite con Galicia (59 km)

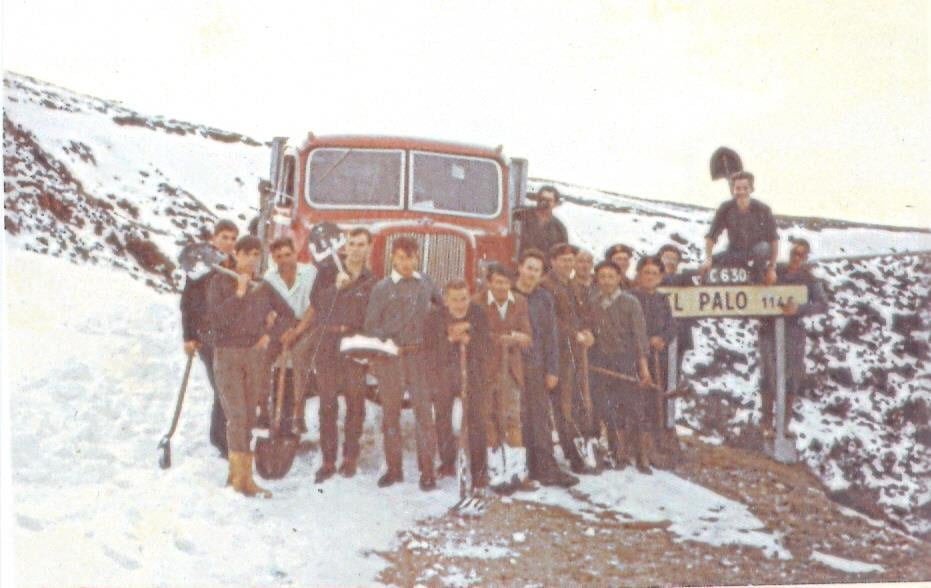
Grupo de peones camineros trabajando en la nieve a su paso por el Puerto del Palo

Este tramo comienza en Pola de Allande, en el cruce con las carreteras locales O-750 (Actual AS-14) y O-751 (Actual AS-219), y termina en el límite autonómico con Galicia. Discurre por la localidades allandesas de El Mazo, Colobredo, Peñaseita, La Roza, Montefurado, Lago, Berducedo y Fresnedo de San Emiliano, para que, en esta última, limite con el concejo de Grandas de Salime en el Embalse de Salime. Desde aquí, atraviesa la localidad grandalesa de Vistalegre para llegar a Grandas de Salime. Desde aquí, continúa atravesando las localidades de La Farrapa, Cereijeira, San Julián, Padraira, Gestoselo, Peñafuente y Bustelo del Camín, para que, en esta última, limite con Galicia. Cabe decir, que antes de que se construyese el Embalse de Salime, la C-630 discurría por la zona de San Martín del Valledor, llegaba a Villarpedre, bajaba a Salime (uno de los pueblos inundados) y subía por La Casía. Después de la construcción de la presa, desviaron la carretera para que pasase por encima de la presa, y actualmente, la carretera actual sigue su mismo trazado por encima de la presa. En el tramo de Pola de Allande - Berducedo y los tramos antiguos de Berducedo - Villarpedre y La Casía - Grandas de Salime aún se conservan algunas casillas de peones camineros y pocos hitos kilométricos anteriores del Plan Peña, pero que se reutilizaron en su día para kilometrar la C-630. Estos tramos se denominan actualmente AS-14 (Pola de Allande - Grandas de Salime), AS-12 (Grandas de Salime - Límite con Galicia), AS-34 (Berducedo - Puente Presa), AS-365 (Puente Presa - Villarpedre) y GS-1 (La Casía - Cruce con AS-14).

## Tramo Límite con Asturias - Lugo (72 km)

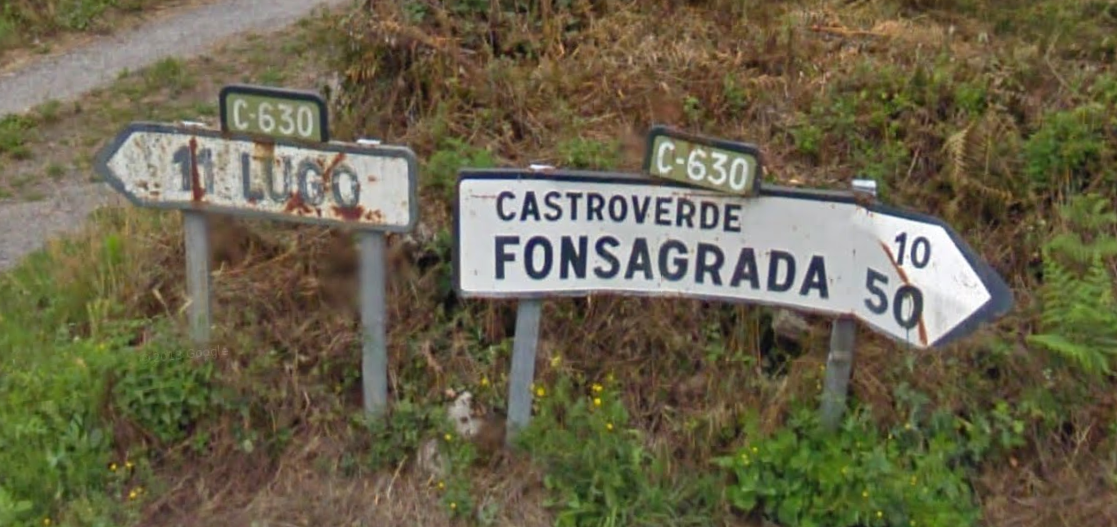
Señales antiguas en la localidad de Romean

Este tramo comienza en el límite autonómico con Asturias, y termina en Lugo, en el cruce con la N-VI. Discurre por las localidades lucenses de O Acevo, Cabreira, Fonfría, Barbeitos, Silvela y Paradanova, y el municipio de Fonsagrada para llegar al pueblo del mismo nombre. Desde aquí, continúa atravesando las localidades de O Padrón, Villardongo, Pedrafitelas, Montouto, Paradavella, A Calzada, A Lastra y A Fontaneira, y el municipio de Baleira, para llegar al pueblo del mismo nombre. Desde aquí, continúa atravesando la localidad de Vilalle para llegar a Castroverde y el municipio del mismo nombre. Después, continúa atravesando las localidades de San Miguel, San Paio, Bascuas, Fazai y Louzaneta, para que, en esta última, llegue a Lugo y enlace con la N-VI. Desde el límite con Asturias hasta Lugo sólo se puede encontrar una casilla de peones camineros y bastantes hitos kilométricos, esta vez del Plan Peña, para kilometrar la C-630. La casilla se encuentra en un tramo abandonado después de la reparación de la carretera en el año 2002, en el término de Baleira. Además, antes de que arreglaran la carretera en el año 2002, la C-630 discurría por Romean, pero la desdoblaron por donde discurre actualmente para evitar la travesía de dicho pueblo. Todos estos tramos se denominan actualmente LU-701 (Límite con Asturias - A Fonsagrada), LU-530 (A Fonsagrada - Lugo) y LU-106 (Trazado antiguo de Romean), aunque a pesar de que la carretera se arregló en el año 2002, continuó denominándose C-630 hasta el año 2003, cuando le cambiaron las denominaciones a la carretera.